# Дроздово (Сафоновський район)
Дроздово (рос. Дроздово) — присілок Сафоновського району Смоленської області Росії. Входить до складу Дроздовського сільського поселення.
Населення — 516 осіб (2007 рік).